# 50
50 рік — невисокосний рік, що почався в суботу за григоріанським календарем (в четвер — за юліанським). У Римі правив імператор Клавдій.

## Події
- Гай Антістій Вет і Марк Суіллій Неруллін — консули Римської імперії.
- 25 лютого — римський імператор Клавдій після смерті Мессаліни одружився зі своєю племінницею Агріппіною Молодшою, присвоїв їй титул Августи (імператриці) і усиновив її сина Нерона.
- Кельн отримав статус міста.
- Приблизна дата заснування Утрехта.

## Народились
- Цай Лунь — китайський сановник династії Хань, якому приписують винайдення паперу.

## Померли
- Авл Корнелій Цельс — давньоримський науковець, теоретик медицини.
- Філон Александрійський — елліністичний єврейський філософ і богослов.
- Приблизна дата смерті Федра — давньоримського поета, байкаря
- А́бгар V — осроенський цар.